# Malvern (Iowa)
Malvern è una città degli Stati Uniti d'America, situata nello Stato dell'Iowa, nella contea di Mills.